# 벤슨 키프루토
벤슨 키프루토(영어·스와힐리어: Benson Kipruto, 1991년 3월 17일~)는 케냐의 육상 선수로 주 종목은 마라톤이다. 2024년 하계 올림픽 남자 마라톤 종목에서 동메달을 획득했다.

## 기록

### 대회 기록
- 올림픽
  - 2024년 하계 올림픽: 동메달(2시간 7분 00초)

- 월드 마라톤 메이저스
  - 보스턴 마라톤 1위(2021), 3위(2022, 2023)
  - 시카고 마라톤 1위(2022), 2위(2023)
  - 도쿄 마라톤 1위(2024)

- 기타 마라톤 대회
  - 아테네 마라톤 2위(2016)
  - 서울 동아마라톤 2위(2017)
  - 토론토 마라톤 1위(2018)